# アンディ・ダグラス
アンディ・ダグラス（Andy Douglas 、1978年10月11日 - ）は、アメリカ合衆国のプロレスラー、現在は引退している。

## 来歴
ホームのケンタッキー州でキラー・カートの元でトレーニングを開始する。トレーニングがテネシー州ナッシュビルへ移りNWAに参戦、リック・サンテルとタッグを組んでいる。USA Championship Wrestlingへ移るとサンテルを攻撃してヒールターンと同時にチェイス・スティーブンスを組み、アテナのリングネームで活動していたエイプリール・ペニントンをマネージャーに加えザ・ナチュラルズ（The Naturals）を結成している。ナチュラルズは2003年になるとテネシー州メンフィスに拠点を置くジェリー・ローラーのメンフィス・レスリングにオルタネイティブ・エキスプレス（The Alternative Express）というタッグ名で参戦、黒服と黒塗りの爪というゴシック風な風貌へと変化していた。2003年10月のNWA55周年ショーではアメリカス・モースト・ウォンテッドと対戦したり、翌2004年10月にはクリス・ボーンとリック・サンテルのタッグからUSA Championship Wrestlingのタッグチーム王座のUSACWタッグチーム王座を獲得している。
2004年にナチュラルズはTNAに雇われるとアメリカス・モースト・ウォンテッド（以下、AMW）との長い抗争を開始する。7月上旬にナチュラルズはAMWの持つNWA世界タッグチーム王座に挑戦し、勝利してタイトルを獲得したうえにAMWのトレードマークであるローブを奪っている。タイトル獲得後はXXXとの抗争も開始し、9月に互いのパートナー同士が怪我で負傷したAMWのクリス・ハリスとXXXのエリックス・スキッパーの即席タッグにタイトルを奪われている。下旬に同期のジョニー・デバインとナイトクラブに行った際にケンカに巻き込まれて脚に刺し傷を、デバインは腹部を刺されてしまい病院へ行っている。デバインは数週間欠場したがダグラスはすぐに復帰をしている。
2005年にナチュラルズはクリス・キャンディードを新しくマネージャーに加えており、4月後半にはAMWからNWAタッグチームのタイトル奪取を手伝うがキャンディートはロックダウンの際の怪我で死去してしまう。6月のSlammiversaryではエリック・ヤングとピーティー・ウィリアムズのチーム・カナダからタッグ王座を防衛しているが10月にAMWとの防衛戦の際にジェフ・ジャレットとゲイル・キムの干渉にあいタイトルを落としている。Bound for Gloryでリマッチ権を行使をしてタイトルへ挑戦をするが負けてしまっている。2006年4月にスコット・スタイナーにスタイナー・リクライナーを極められてしまい、その後怪我を負ってしまい欠場している。5月にスティーブンスがサモア・ジョーに襲われている際に救出するために復帰。7月のVictory Roadでダイアモンズ・イン・ザ・ラフと対戦して勝利している。7月通常放送でマット・ベントレーとフランキー・カザリアンに勝利している。8月のHard Justiceに出場予定だったがキャンセルしている。PPV数日後の通常放送でスティーブンスがクリス・ハリス、カザリアン、B.G.ジェイムスに勝利してNWA世界タッグチーム王座への挑戦権を手に入れたがシェーン・ダグラスに剥奪されている。9月のNo Surrenderのバトルロイヤルに参加して優勝している。12月にチーム3Dとのテーブルマッチで敗れている。2007年1月にダグラスはLAXとの試合中にヘルナンデスのボーダー・トスを受け首を負傷してしまう。その後2月に復帰するがスティーブンスと共に5月に解雇されている。
ナチュラルズは9月にRAWでダーク・マッチをする予定だったがキャンセルしている。翌年5月スマックダウンに登場しスティーブンス、ルーク・ハックスと組んでビッグ・ショーと対戦している。ダグラスはアメリカ東南部のインディー団体で活動していたが2010年3月に引退している。

## 得意技
ナチュラル・セレクション
ダブルアーム式DDT
- ハイ・ニー
- ファイヤーマンズキャリーからのフェイスバスター
- ランニング式トルネードDDT
- イスでの殴打

### 合体技
- カンディズ・ウェイ

シットダウン・パワーボムで持ち上げた相手にミサイル・キックを見舞うコンビネーション。
- ナチュラル・ディザスター

ダグラスがフラップジャックで持ち上げた相手にスティーブンスが顎砕きを決めるコンビネーション
- ナチュラル・ハイ

ダグラスがスティーブンスの膝にブルドッギング・ヘッドロックを決める
- ダブル・ジャンピング・ショルダー・アタック
- スティーブンスが相手をファイヤーマンズキャリーで持ち上げたところにダグラスがハイ・ニーを決める

## 獲得タイトル
BPW（Birchfield Promotions）
- BPWタッグチーム王座 :1回（w/チェイス・スティーブンス）

CCW（Coliseum Championship Wrestling）
- CCWタッグチーム王座 :1回

GCW（Great Championship Wrestling）
- GCWタッグチーム王座 :1回（w/チェイス・スティーブンス）

IWA（International Wrestling Association）
- IWA世界タッグチーム王座 :1回

IWWF
- IWWFタッグチーム王座 :1回

NWA（National Wrestling Alliance）
- NWA Mid-Americaタッグチーム王座 :1回（w/リック・サンテル）

NCW
- NCWタッグチーム王座 :1回

OCW（Ohio Championship Wrestling
- OCWヘビー級王座 :1回

SSW（Southern States Wrestling）
- SSWヤングガンズ・テレビジョン王座 :1回
- SSWタッグチーム王座 :1回（w/ケリー・チャールズ）

TNA（Total Nonstop Action Wrestling）
- NWA世界タッグチーム王座 :3回（w/チェイス・スティーブンス）

USACW（USA Championship Wrestling）
- USACWタッグチーム王座 :1回（w/チェイス・スティーブンス）